# 亀山佳明
亀山佳明（かめやま よしあき、1947年10月 - ）は、日本の教育社会学者。龍谷大学名誉教授。文化社会学、コミュニケーション論、スポーツ社会学、教育社会学専攻。
岡山県高梁市生まれ。1972年京都大学教育学部教育社会学専攻卒、78年同大学院教育学研究科博士課程単位取得退学。香川大学助教授、龍谷大学社会学部教授。2000年「子どもと悪の社会学的人間学」で京都大学より教育学博士の学位を取得。

## 著書
- 『子どもの嘘と秘密』筑摩書房 1990
- 『子どもと悪の人間学 子どもの再発見のために』以文社 2001
- 『夏目漱石と個人主義 〈自律〉の個人主義から〈他律〉の個人主義へ』新曜社 2008
- 『生成する身体の社会学 スポーツ・パフォーマンス/フロー体験/リズム』世界思想社 2012

## 共編著
- 『スポーツの社会学』編 世界思想社1990
- 『スポーツ文化を学ぶ人のために』井上俊共編 世界思想社 1999
- 『野性の教育をめざして 子どもの社会化から超社会化へ』麻生武、矢野智司共編 新曜社 2000
- 『文化社会学への招待 <芸術>から<社会学>へ』富永茂樹、清水学共編 世界思想社 2002

## 翻訳
- J.リーヴァー『サッカー狂の社会学 ブラジルの社会とスポーツ』西山けい子共訳 世界思想社 1996

## 参考
- J-GLOBAL：
- 龍谷大学：